# PGC 42
LEDA/PGC 42  ist eine Spiralgalaxie vom Hubble-Typ S im Sternbild Phönix am Südsternhimmel. Sie ist rund 400 Millionen Lichtjahre von der Milchstraße entfernt und hat einen Durchmesser von etwa 50.000 Lichtjahren.